# École supérieure d'informatique, électronique, automatique
La École supérieure d'informatique, électronique, automatique (también conocida como ESIEA) es una escuela de ingenieros de Francia. 
Está ubicado en Ivry-sur-Seine, cerca del campus del Institut polytechnique des sciences avancées. También es miembro de la conferencia de grandes écoles. Forma principalmente ingenieros informáticos de muy alto nivel, destinados principalmente para el empleo en las empresas.

## Laboratorios de investigación ESIEA
Laboratorio y Doctorados de investigación
- Digital y Seguridad
- Data Robotics aprendizaje
- Interacciones Digitales Discapacidad Salud
- Arte y Buscar digital